# St. Vitus (Mitterwöhr)

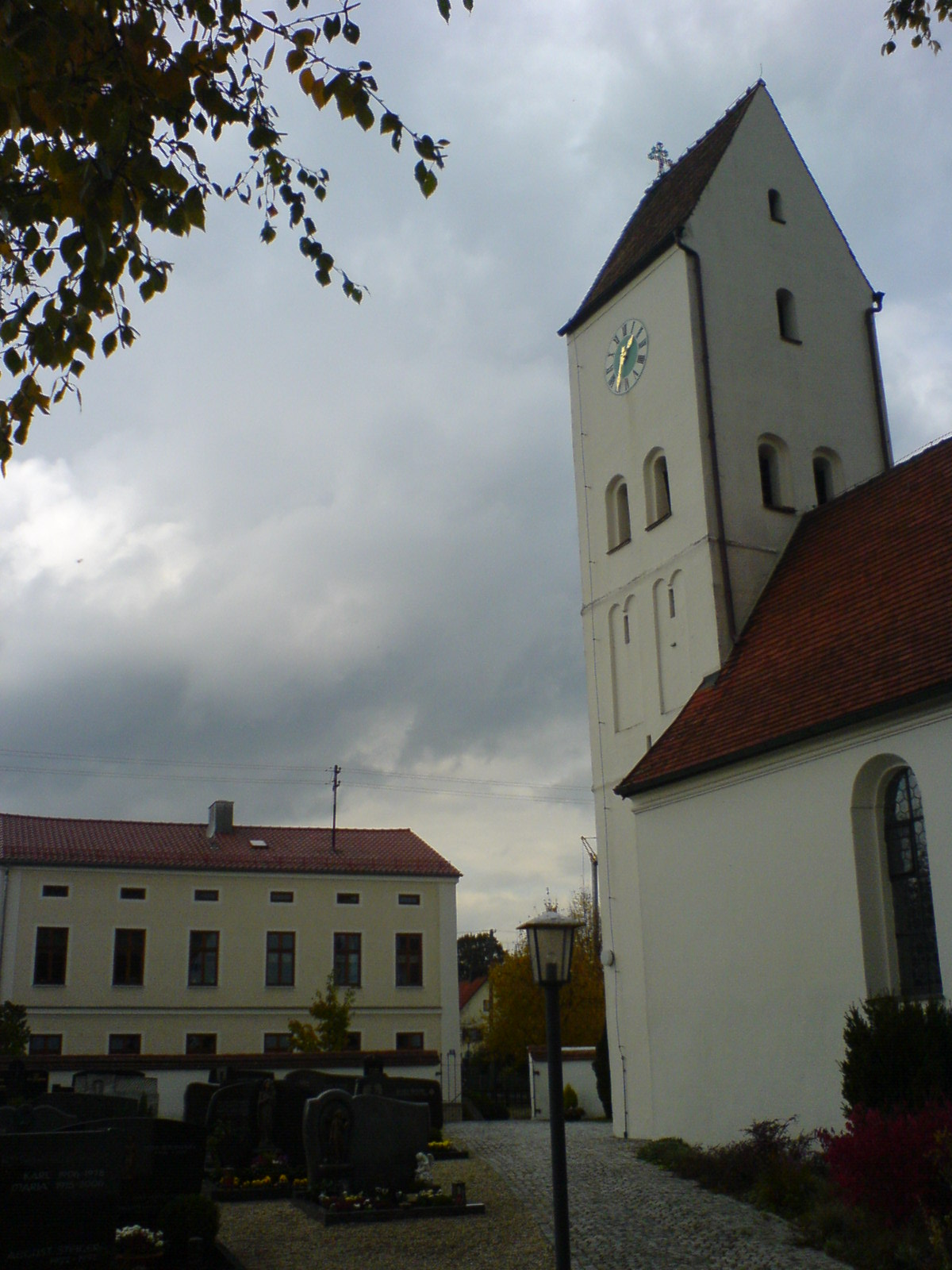
St. Vitus in Mitterwöhr

Die römisch-katholische Filialkirche St. Vitus steht in Mittenwöhr, einem Gemeindeteil von Münchsmünster im oberbayerischen Landkreis Pfaffenhofen an der Ilm. Sie ist in der Liste der Baudenkmäler in Münchsmünster als Baudenkmal unter der Nr. D-1-86-139-9 eingetragen. Die Kirche gehört zum Dekanat Geisenfeld-Pförring im Bistum Regensburg.

## Beschreibung
Die barocke Saalkirche wurde um 1710 anstelle eines gotischen Vorgängerbaus errichtet. Sie besteht aus dem Langhaus, dem eingezogenen, halbrund geschlossenen Chor im Osten und dem im Kern spätromanischen Fassadenturm im Westen.
Der Innenraum des Langhauses ist mit einer Flachdecke überspannt, der des Chors ebenfalls. Der Hochaltar wurde um 1720 aufgestellt.